# کابوس جدید وس کریون
کابوس جدید وس کریون (به انگلیسی: Wes Craven's New Nightmare) فیلمی در ژانر ترسناک به کارگردانی وس کریون است که در سال ۱۹۹۴ منتشر شد.

## بازیگران
- رابرت انگلوند
- هدر لنگن‌کمپ
- میکو هیوز
- جان ساکسون
- وس کریون
- جف دیویس
- رابرت شی
- تریسی میدندارف
- دبلیو ارل براون
- تیوزدی نایت
- لین شی
- جسو گارسیا
- آماندا ویس
- مت وینستون